# Großfürstliche Zeit
Als Großfürstliche Zeit werden die Jahre von 1743 bis 1773 in den herzoglichen Anteilen des Herzogtums Holstein bezeichnet, die während dieser Zeit von Oranienbaum aus regiert wurden.

## Geschichtlicher Hintergrund
Infolge des Großen Nordischen Krieges verlor die herzogliche Linie Schleswig-Holstein-Gottorf 1720 im Frieden von Frederiksborg endgültig ihre schon seit 1713 von Dänemark besetzten Anteile im Herzogtum Schleswig. Die herzogliche Linie herrschte nur noch über ihre Anteile in Holstein, die Ämter Kiel, Neumünster, Bordesholm, Reinbek, Trittau und Cismar.
Der aus dem Haus Romanow-Holstein-Gottorp stammende Peter III., der seit 1739 Herzog von Holstein-Gottorf und seit Ende 1742 russischer Thronfolger (Großfürst) war, vereinigte 1762 in Personalunion den herzoglichen Titel mit dem russischen Kaisertum. Die herzoglichen Anteile in Holstein wurden von Russland aus regiert, die Interessen der Zarenherzöge im Land durch Beamte wie Caspar von Saldern oder Friedrich von Buchwaldt wahrgenommen.
Unter Zarin Katharina der Großen kam es 1773 zum Abschluss des Vertrages von Zarskoje Selo, in dem die herzoglichen Anteile Holsteins an den dänischen König, der bereits Herzog über die königlichen Anteile war, in einem Gebietstausch abgetreten wurden. Damit endete die Großfürstliche Zeit und die Gesamtstaatliche Zeit, also die Zeit der Zugehörigkeit der Herzogtümer Schleswig und Holsteins zum Dänischen Gesamtstaat, begann. 
In der Großfürstlichen Zeit begann – nach dem Ende des Nordischen Krieges – eine längere Friedensperiode in Holstein, die von wirtschaftlicher Prosperität gekennzeichnet war.